# Герб Старого Криму
Герб Старого Криму затверджений 28 березня 2008 року на 29 сесії V скликання рішенням Старокримської міської ради.
Автори — О. Маскевич, С. Коновалов.

## Опис герба
Щит розтятий на зелене і червоне поля, із синьою основою, відділеною срібною зубчастою мурованою балкою. У першому зеленому полі — золотий сигль К, над яким золота корона. У другому червоному полі — срібний жезл Меркурія в стовп, оповитий двома золотими зміями, що супроводжуються праворуч срібним розширеним хрестом з витягнутою нижньою поперечиною, а ліворуч — срібним півмісяцем, оберненим вправо. На синій основі — дві руки натурального кольору в рукостисканні. Щит обрамований декоративним картушем, увінчаний золотою міською короною з трьома вежками і облямований вінком із дубового листя. На червоній девізній стрічці напис «СТАРИЙ КРИМ» золотими літерами.